# Ютънхах
Ютънхах (на африкаанс: Uitenhage) е град в Южна РЮА с население от 103 639 жители (по данни от преброяването от 2011 г.). Намира се в провинция Източен Кейп в близост до град Порт Елизабет. В Ютънхах има фабрика на автомобилния производител Фолксваген, която е най-големият завод на компанията в Африка.